# Alnilam
Alnilam (Épsilon Orionis / ε Ori / 46 Orionis / HIP 26311) es la cuarta estrella más brillante en la constelación de Orión. Forma parte del llamado cinturón de Orión («Las Tres Marías») junto con Mintaka (δ Orionis) y Alnitak (ζ Orionis), siendo la más brillante de las tres, pese a que es la más lejana en años luz. Su nombre proviene del árabe النظام An-niżām que significa «collar de perlas».
Alnilam es una supergigante blanco-azulada de tipo espectral B0Iab, muy masiva (unas cuarenta masas solares), y extraordinariamente luminosa: incluyendo la gran cantidad de radiación ultravioleta emitida por la estrella. Su temperatura superficial es de 25 000 K, tan caliente que ilumina la nebulosa de reflexión NGC 1990. Un fuerte viento estelar que sopla desde su superficie a 2000 km/s hace que pierda masa a un ritmo veinte millones de veces mayor que el Sol.
Es una estrella variable pulsante irregular del tipo Alfa Cygni, con una fluctuación en su brillo de 0.1 magnitudes. Con una edad aproximada de solo cuatro millones de años, en el futuro se convertirá en una supergigante roja para luego explotar como supernova y dejar una estrella de neutrones como remanente.